# Секст Дигиций (претор)
Секст Дигиций (на латински: Sextus Digitius) е политик на Римската република, претор и през 194 пр.н.е. римски управител на Далечна Испания (Hispania Ulterior).
Произлиза от плебейската фамилия Дигиции (gens Digitia) от Рим. Вероятно е син на Секст Дигиций, който служи във флота като socius navalis при Сципион Африкански през Втората пуническа война.
През 194 пр.н.е. той е претор в Далечна Испания. Загубва в боеве много войници. През 193 пр.н.е. претор става Гай Фламиний. През 190 пр.н.е. е номиниран за легат на консула Луций Корнелий Сципион Азиатски и командва флот в Бриндизи. През 174 пр.н.е. е посланик в Древна Македония и през 173 пр.н.е. е в Пула.
Той има син със същото име, който е военен трибун през 170 пр.н.е. и служи в Македония и Гърция при консул Авъл Хостилий Манцин.